# Кантри Сквајер Лејкс (Индијана)
Кантри Сквајер Лејкс (енгл. Country Squire Lakes) насељено је место без административног статуса у америчкој савезној држави Индијана.

## Демографија
По попису из 2010. године број становника је 3.571.
| Група             | 2000.    | 2010.         |
| Белци             | 0 (0,0%) | 3.260 (91,3%) |
| Афроамериканци    | 0 (0,0%) | 44 (1,2%)     |
| Азијати           | 0 (0,0%) | 8 (0,2%)      |
| Хиспаноамериканци | 0 (0,0%) | 193 (5,4%)    |
| Укупно            | 0        | 3.571         |